# 紅河谷醫療系統
紅河谷醫療系統（英語：Rouge Valley Health System，縮寫) 是加拿大安大略省的一個醫院網絡，由多倫多的兆康醫院與亞積士的亞積士皮克靈全科醫院於1998年合併而成，為士嘉堡、皮克靈、亞積士及韋比市居民提供服務。它是安大略省衛生廳授權的中東部地區保健綜合網絡的一部分。
2016年，兆康醫院與士嘉堡醫院合作組成士嘉堡醫療網絡，亞積士皮克靈全科醫院則加入湖嶺醫療系統，紅河谷醫療系統解散。